# 森井ケンシロウ
森井 ケンシロウ（もりい ケンシロウ、1980年6月2日 - ）は、日本のFlashアニメーター、アニメ監督、漫画家、作曲家。本名は森井 健史郎（読み同じ）。茨城県牛久市出身で茨城県立土浦第二高等学校卒。AB型。ダブトゥーンスタジオ所属。

## 人物概要
- Flashアニメを原点に創作活動を始めるが、2019年現在は竹書房の4コマ漫画雑誌『まんがライフオリジナル』にて連載を担当するなど、多彩な活動を行っている。
- 一部の作品を除き、基本的にFlashアニメでは自作の音楽を使用している。
- 4コマ漫画作品である「さかな&ねこ」ではシュールなギャグを前面に出しているが、Flashでは少女を使った繊細で不可思議な世界観の作品が多い。
- 「さかな&ねこ」の連載には毎回、おまけとして特典ムービーなどのQRコードが付けられている。
- 妻は漫画家のso-shi。
- 同業漫画家の横井三歩が小学生時代のクラスメイトであったということを『まんがくらぶオリジナル』の特集4コマ漫画にて告白している[1]。
- Flash職人として活動していた時代の初期には、「TNT」を名乗っていた。

## 作品

### 同人アニメ
- no concept - ウェイバックマシン（2004年6月7日アーカイブ分）
- プーキー - ウェイバックマシン（2005年1月19日アーカイブ分）
- Concept - ウェイバックマシン（2016年3月4日アーカイブ分）

### テレビアニメ
2011年
- 鋼の錬金術師 FULLMETAL ALCHEMIST - エンディング作画、DVD&Blu-ray特典映像「4コマ劇場」監督

2017年
- ノラと皇女と野良猫ハート - 監督
- アニメガタリズ - 監督、OP絵コンテ

2018年
- BanG Dream! ガルパ☆ピコ - 総監督

2019年
- けだまのゴンじろー - シリーズディレクター

2020年
- ぐらぶるっ! - 監督・コンテ

2022年
- ぷちセカ - 監督・演出
- じゃんたま PONG☆ - 監督・シリーズ構成・脚本

### 劇場アニメ
2015年
- アニメガタリ - 監督

### OVA
2011年
- ギルティクラウン - DVD&Blu-ray特典映像「ぎる亭くら雲」監督

2013年
- 進撃の巨人 - DVD&Blu-ray特典映像「ちみキャラ劇場『とんでけ!訓練兵団』」監督

2015年
- ローリング☆ガールズ - DVD&Blu-ray特典映像「チビR☆G コロコロ劇場」監督

2016年
- ばくおん!! - DVD&Blu-ray特典映像「ばくおん!!の小部屋」監督
- ダンガンロンパ3 -The End of 希望ヶ峰学園- - Blu-ray BOX特典映像「モノクマ劇場」監督

### Webアニメ
2014年
- がくモン!〜オオカミ少女はくじけない〜 - 監督
- うぇいくあっぷがーるZOO! - 監督、脚本
- 魔法科高校の劣等生 - DVD&Blu-ray特典映像「よくわかる魔法科!」監督

2015年
- アルスラーン戦記 - DVD&Blu-ray特典映像「アル戦4コマ劇場」監督、Youtube配信映像「企業戦士アルスラーン」監督

2017年
- 妹さえいればいい。 - Twitter配信アニメ「○○さえいればいい。」監督
- 魔法使いの嫁 - Twitter配信アニメ「まほよめ」監督

2018年
- ゴールデンカムイ - Youtube配信アニメ「ゴールデン道画劇場」監督

2019年
- しおひガールズ ボンゴレビアンコ - 監督・音響監督

### その他映像
- ネコ刺客オデッタ - アイ・オー・データ機器提供のmixiアプリ
- 川嶋あい「空はここにある」 - MVアニメーション監督
- ノラと皇女と野良猫ハート - ゲームオープニングムービー制作
- 人形峠 - ムービングコミック監督・構成

### 漫画
- さかな&ねこ - 『まんがライフオリジナル』で連載。かつては『まんがくらぶオリジナル』、『livedoor デイリー4コマ』、『まんがライフMOMO』にて連載されていた。
- リサイクルできません - 原作担当、so-shi作画『みこすり半劇場』連載、単行本全1巻。